# Gregory Baxter
Gregory Baxter (né le 4 septembre 1989 à Calgary) est un sauteur à ski canadien.

## Palmarès

### Jeux Olympiques
| Épreuve / Édition | Turin 2006 |
| Par Equipes       | 15e        |

### Championnats du monde
| Épreuve / Édition | Sapporo 2007 |
| Grand Tremplin    | 42e          |
| Par équipes       | 12e          |

### Coupe du monde
- Meilleur résultat: 44e.